# Proloog (wielrennen)

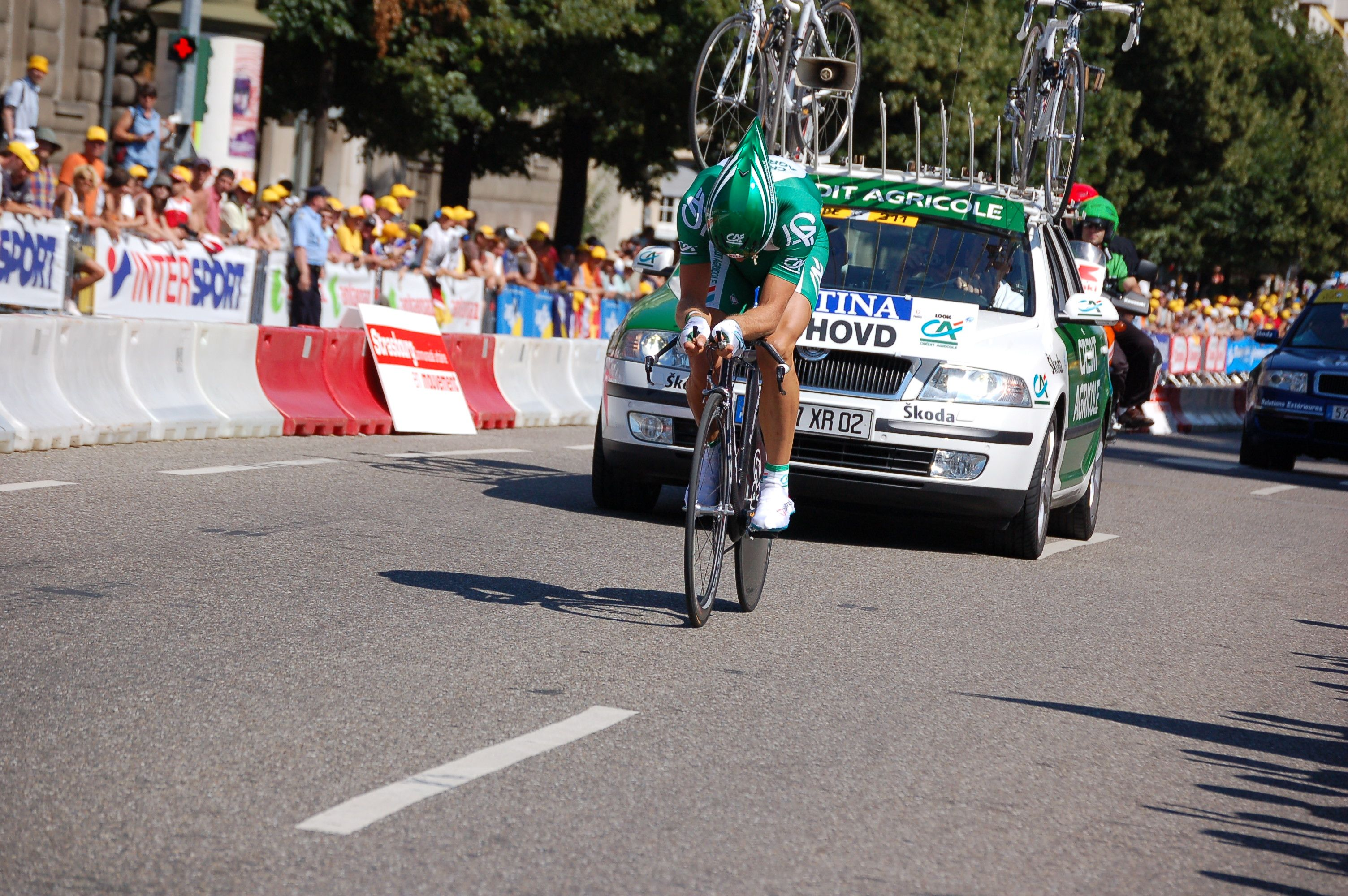
Thor Hushovd in de proloog in de Ronde van Frankrijk 2006 in Straatsburg

Een proloog is een term die gebruikt wordt in sommige takken van sport, zoals bij het wielrennen. Het gaat daarbij om een zeer korte individuele tijdrit over maximaal 8 kilometer als eerste rit van een rittenwedstrijd (etappekoers) bij de mannenelite; bij de vrouwen en junioren (jongens en meisjes) geldt een maximale afstand van 4 kilometer volgens de regels van de UCI.
Als een rittenkoers begint met een proloog, telt deze meestal niet mee in de nummering van de etappes: de etappe ná de proloog heet dan 'eerste etappe'. De proloog telt wel mee voor het algemeen klassement en bepaalt dus wie de eerste klassementsleider is.
Dankzij de korte afstand zijn in een proloog hogere snelheden mogelijk dan in andere tijdritten. De hoogste gemiddelde snelheid ooit tijdens een proloog werd behaald door de Belg Rik Verbrugghe: hij won met een gemiddelde van 58,895 km/u over een afstand van ca. 7 kilometer de proloog in Pescara in de Ronde van Italië in 2001.